# Les Chemins de la gloire
Pour les articles homonymes, voir Les Chemins de la gloire (homonymie).

Les Chemins de la gloire est une série d'albums de bande dessinée de Jan Bucquoy (scénario) et Daniel Hulet (dessins et couleurs). En 1985, Daniel Hulet commence la série avec Jan Bucquoy, puis continue seul. Dans le 4e album, une suite est annoncée. Il semblerait que Daniel Hulet a achevé le scénario du 5e album mais celui-ci n'est jamais paru.

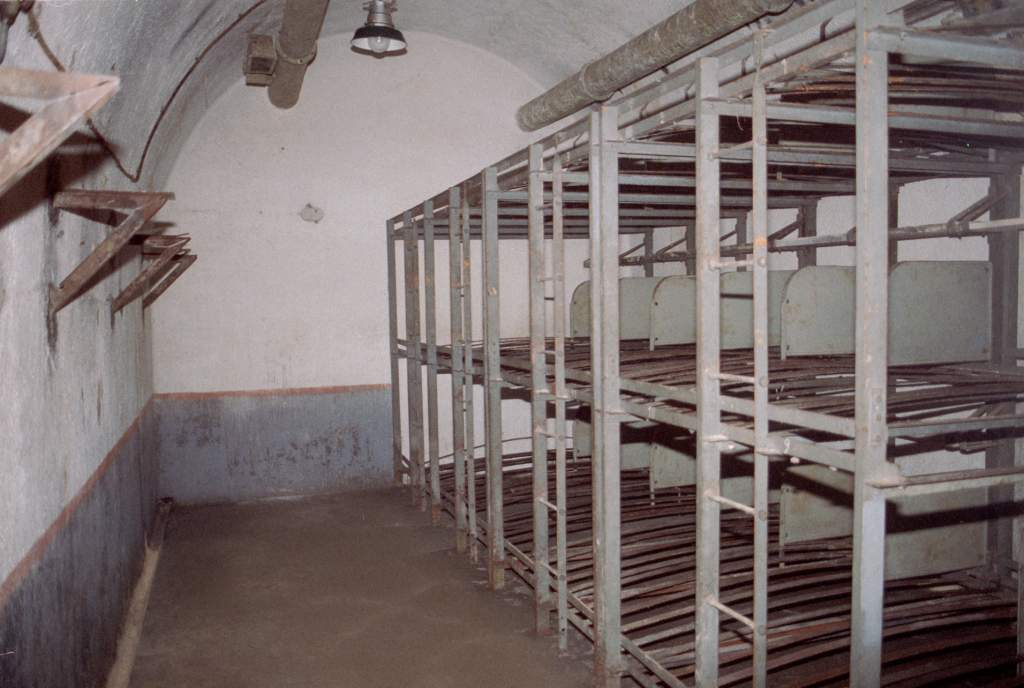
Dortoir de la ligne Maginot dans lequel Lécluse rencontrera son ami Guyaux.
Ce soir-la, je compris que nous étions fondamentalement différents de nos aînés qui avaient accepté de se traîner pendant quatre ans dans les tranchées de la mort.
(Ed. Glénat 1985, p. 16.)

## Synopsis
Quand il rentre en permission à Tourcoing où il retrouve son père, après être passé chez sa mère à Roubaix, Raymond Lécluse est mêlé à une émeute d'ouvriers. Par accident, il tue un gendarme. Dans l'histoire, ce sera le fils du procureur Guyaux qu'il connaît de son service militaire, qui lui donnera la chance de sa vie et qui le sauvera de la justice. Il adhérera aux Jeunesses patriotes et il fera la connaissance de Céline Dumayet. À la fin du premier tome il se dira: "Paris à nous deux!".

## Personnage principal
Raymond Lécluse tente sa vie à Paris, mais avant il sera aventurier: la vie dans la ligne Maginot, la boxe... Les putes aux grandes âmes du bordel local.  Une chambre d'enfant au dénuement sinistre. Un tram ferraillant sur les pavés du Nord. Un décor de troquet superbement campé sur toutes ses faces. Il y a beaucoup de rêve derrière cette banalité populiste et cette médiocrité quotidienne. Raymond Lécluse est un de ces paumés chers à Bucquoy: il observe son époque en témoin ballotté par les évènements. De la mort de Maginot en 1932 aux émeutes tragiques du 6 février 1934, le récit semble se dérouler en quelques jours car Lécluse ne vit réellement que quelques heures par an.
  
Il se rêve boxeur ou écrivain. C'est ainsi que l'on finit à la soupe populaire ou à la Légion étrangère si on ne se consacre pas entre-temps à la trinité boulot-tram-dodo.

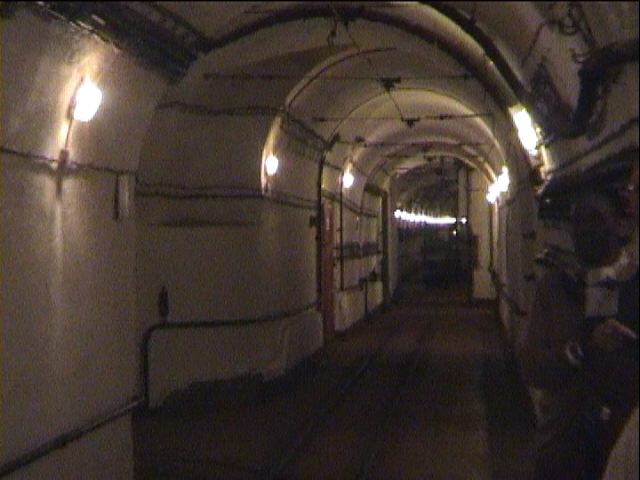
Galerie de la ligne Maginot.
L'ennui s'inscrivait en lettres capitales sur ce bunker géant et rendait l'atmosphère lourde dans ces labyrinthes de l'absurde....
(Ed. Glénat 1985, p. 13-14.)

## Critiques
- « En y regardant de plus près, l'on peut se demander si Bucquoy et Hulet n'ont pas voulu se livrer à une sorte d'analyse de la force et de la violence. D'un côté celle de la boxe, mais qui ici deviendra bénéfique car sportive. Même si dans les premiers temps, Louis doit faire face à des situations qui ne lui laissent guère le choix. De l'autre, la force aveugle des armes et du fanatisme prêt à transformer les nations en un ring sanglant ou le know-out s'obtient par la guerre éclair. Le scénariste entremêle les deux, en profite pour tisser une fresque de la société française.  Et tandis que la haute société se comptait dans les bals et les soirées mondaines, oubliant l'orage qui monte et tonne tel un canon, Louis rêve d'en faire autant. Un jeune homme ambitieux dit le titre, mais l'ambition coûte parfois fort cher. »[1].
- « La première partie de cette histoire, Le Temps des innocents, rebutera les spécialistes de l'histoire des fortifications militaires, car Clèves, le cantonnement de Lécluse, sur la ligne Maginot n'existe pas semble-t-il...  Il fait dans ce récit la preuve qu'au-delà des fantasmes et des obsessions, dont il a parsemé nombre de ses livres, il est bien un écrivain de la bande dessinée.  Brouillon parfois, emporté, mais avec ce souffle, cette force, cette rage même qui soutiennent les grands récits. »[2].
- « La saga des Chemins de la gloire vise nettement plus haut et s'impose, dès le départ, comme une réussite gravant durablement des scènes diverses dans la mémoire surmenée des lecteurs assidus de bande dessinées... Réaliste réputé violent, Hulet passe avec une belle légèreté sur ce qui deviendrait outré chez d'autres dessinateurs. Il illustre avec efficacité le récit et se plie toujours à la narration interne sans chercher à en remettre sur le plan esthétique. L'indispensable, le nécessaire, pas une image de trop ni une planche qui soit privée de contenu narratif. »[3].
- « C'est bon et c'est belge : Bucquoy y retrouve une grande rigueur de scénario. Hulet a des qualités de dessin qu'il ne faut plus démontrer. On oscille entre l'ennui de la ligne Maginot et les fantasmes qui y végètent parmi des miliciens qui forment un portail de la France de l'époque. »[4].
- « Daniel Hulet, avec des dessins pleine page, souligne à la perfection le ton dramatique du récit. Quant à Jan Bucquoy, romancier et scénariste, il a su cerner les ambiances de l'entre-deux-guerres pour nous les restituer en B.D. »[5].
- « Même souci de la documentation Un jeune homme ambitieux, le deuxième album des Chemins de la gloire.  Difficile destin d'un fils de prolo qui veut se hisser au sommet de l'échelle sociale. Pas seulement les édifices et les costumes, mais les couleurs, les anatomies, les belles croupes de femmes, les corps puissants, les gestes, cette façon d'enfoncer les mains dans les poches comme seuls le permettaient les pantalons d'alors. Le héros, c'est le Jean Gabin de La Bandera. D'ailleurs, il finit par s'engager dans la Légion étrangère, justement sous une affiche de Morocco[6] avec Gary Cooper et la troublante Marlène Dietrich sans oublier que l'Orient n'existe pas. »[7].

## Récompense
- Prix de la meilleure BD Belge 1987.

### Autre bande dessinée de l'auteur
Le Bal du rat mort, Prix Saint-Michel de la meilleure BD belge 1981.

## Albums
- Les Chemins de la gloire, Glénat :

1. Le Temps des innocents (1985)
2. Un jeune homme ambitieux (1986)
3. La Kermesse ensablée (1990)
4. La Valse à l'envers (1994)